# Скарба
Ска́рба (англ. Scarba; гэльск. Sgarba, произносится как [ˈs̪kaɾapə]; др.-сканд. Skarpø) — небольшой остров в области Аргайл и Бьют (Шотландия), лежащий к северу от острова Джура. Остров является собственностью Ричарда Хилла, 7-го барона Сандис, и не имеет постоянного населения с 1960-х годов. В настоящее время почти полностью покрыт зарослями вереска и используется для выпаса скота. Резиденция Килмори-Лодж используется сезонно, в качестве охотничьего домика при охоте на оленей, живущих на острове.

## Этимология
Название острова имеет норвежское происхождение, и в переводе означает «каменистая/холмистая местность», либо «остров бакланов».

## География
Самой высокой точкой острова является гора Круах-Скарба, достигающая 449 метров. Вершины холмов часто скрыты туманом. На некоторых холмах, окружённых многочисленными мелкими озёрами, установлены отметки точек триангуляции.
Между островами Скарба и Джура располагается водоворот Корриврекан. В 1549 году Дональд Монро упоминал об этом:
Ther runnes ane streame, above the power of all sailing and rowing, with infinit dangers, callit Corybrekan. This stream is aught myle lang, quhilk may not be hantit bot be certain tyds. This Skarbay is four myles lange from the west to the eist, and an myle breadth, ane high rough yle, inhabit and manurit, with some woods in it.
Скарба и несколько близлежащих островов (Лунга и острова Гарвеллахс) вместе образуют  «Национальный живописный район» (NSA).

## Транспорт
Регулярного сообщения с островом не существует, однако, попасть на его территорию можно из гаваней Краов-Хейвен, либо Кринан по договорённости с местными перевозчиками. Из гавани, расположенной на севере острова, к Килмори-Лодж ведёт автомобильная дорога. Кроме неё, на острове нет коммуникаций, местность пересечённая и заболоченная.

## Галерея

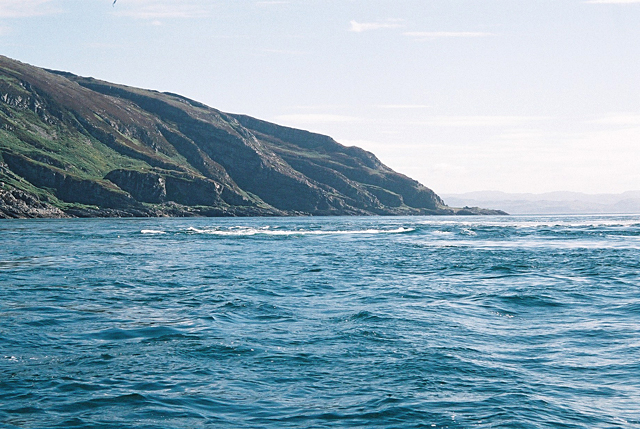
Водоворот Корриврекан
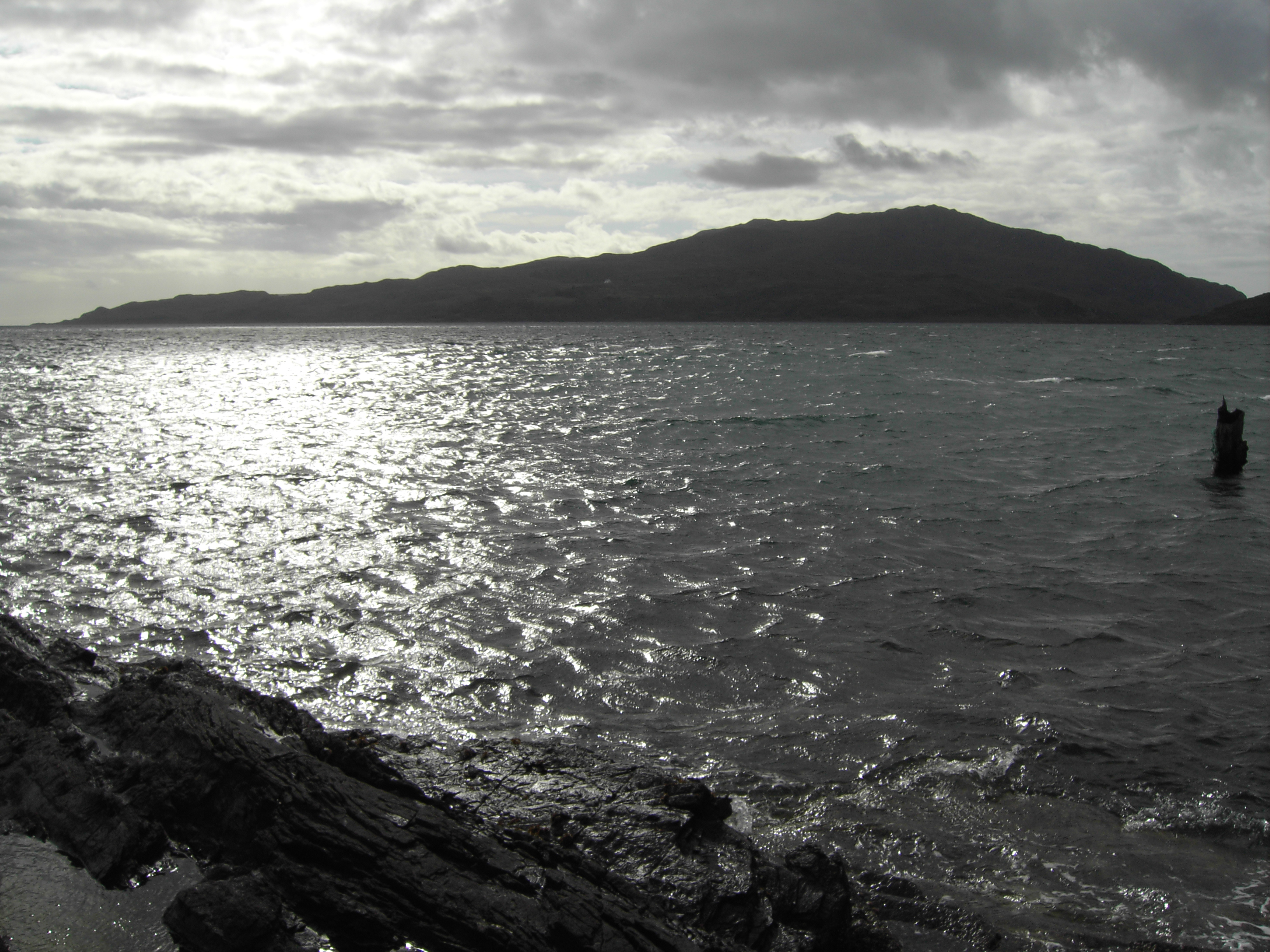
Скарба. Вид с острова Линг
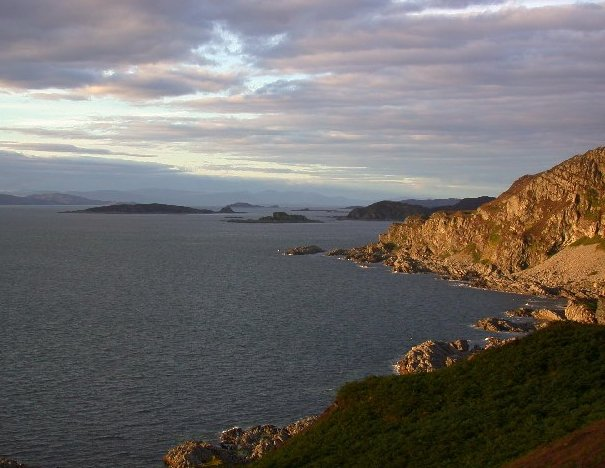
На-х-Урраканн, остров Скарба. Вид на острова Слейт[англ.]
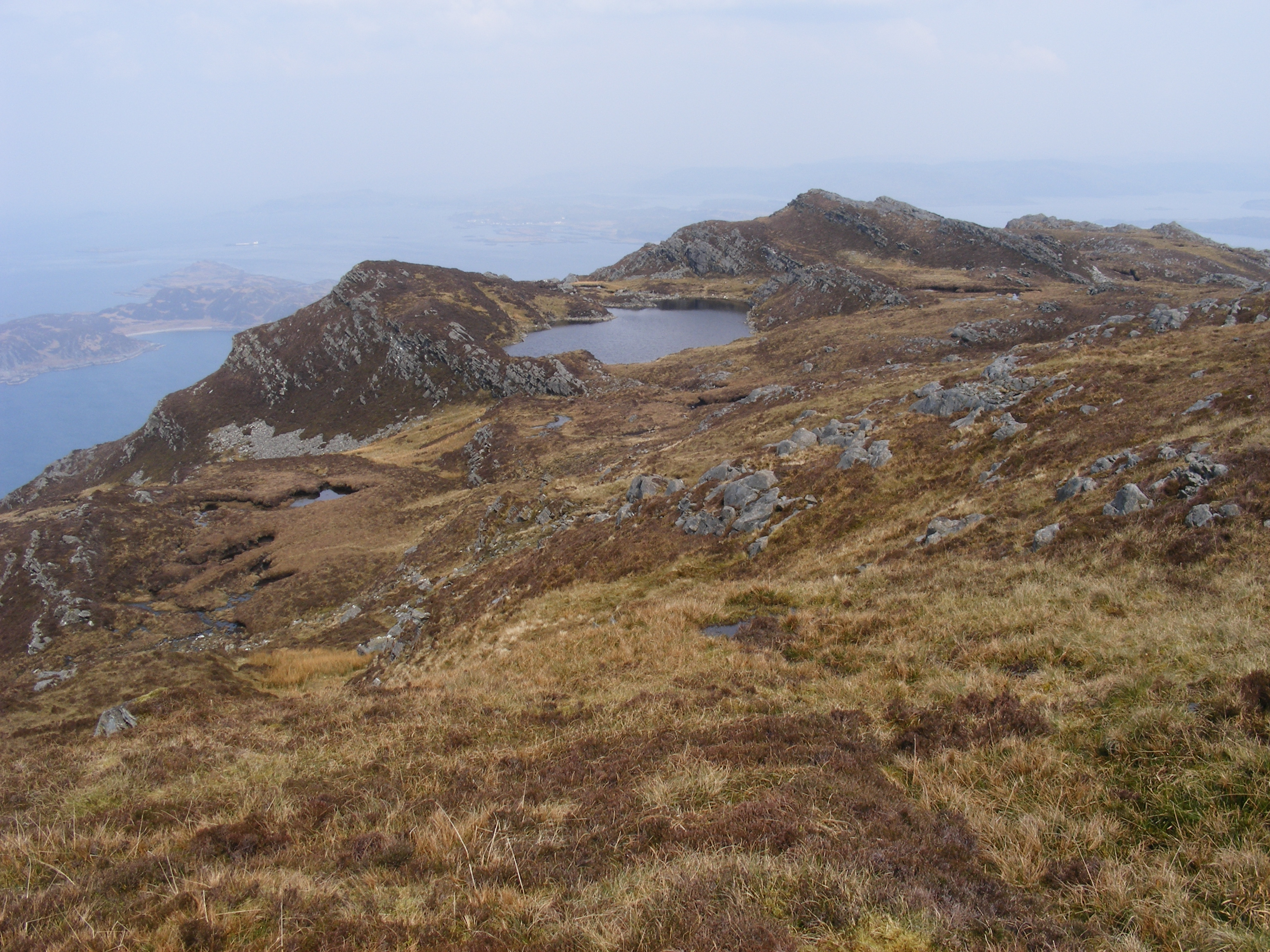
Вид на север вдоль гребня холмов с наивысшей точки.